# 拟盲幽灵蛛
拟盲幽灵蛛（学名：Pholcus opilionoides）为幽灵蛛科幽灵蛛属的动物。分布于日本、朝鲜以及中国大陆的浙江、安徽、江苏、河南、陕西、山东、吉林、辽宁等地，主要栖息于寺院周围。